# دانش سنتی

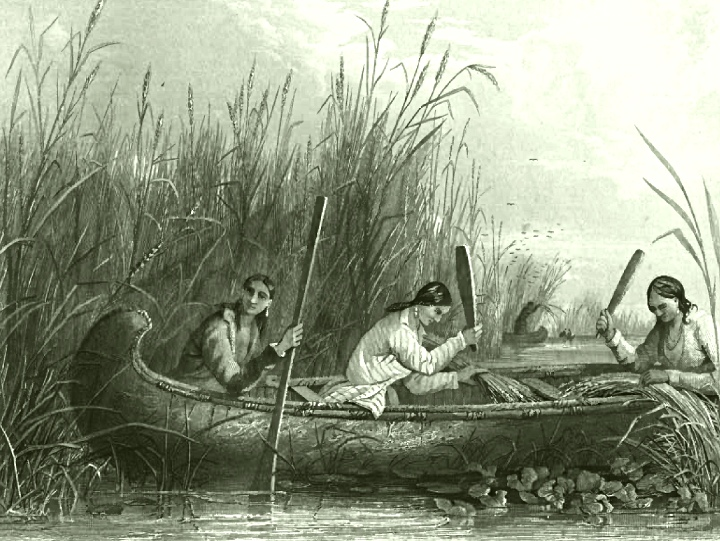
برداشت سنتی برنج وحشی تا به امروز به عنوان یک سنت زنده ادامه دارد.

دانش سنتی (به انگلیسی: Traditional knowledge)، دانش بومی (indigenous knowledge)، دانش عامیانه، و دانش محلی، عموماً به سیستم‌های دانشی گفته می‌شود که در سنت‌های فرهنگی جوامع منطقه‌ای، بومی یا محلی تعبیه شده‌اند. بر اساس سازمان جهانی مالکیت معنوی (WIPO) و سازمان ملل متحد (UN)، دانش سنتی و بیان فرهنگی سنتی (TCE) هر دو نوع دانش بومی هستند.
در بسیاری از موارد، دانش سنتی به عنوان یک سنت شفاهی برای نسل‌ها از فردی به فرد دیگر منتقل شده‌است. برخی از اشکال دانش سنتی در فرهنگ، داستان‌ها، افسانه‌ها، فولکلور، آیین‌ها، آهنگ‌ها و قوانین، زبان‌ها، ترانه‌ها، رقص‌ها، بازی‌ها، اسطوره‌ها، طرح‌ها، هنرهای تجسمی و معماری، در زیرمجموعه بیان فرهنگی سنتی بیان می‌شوند.

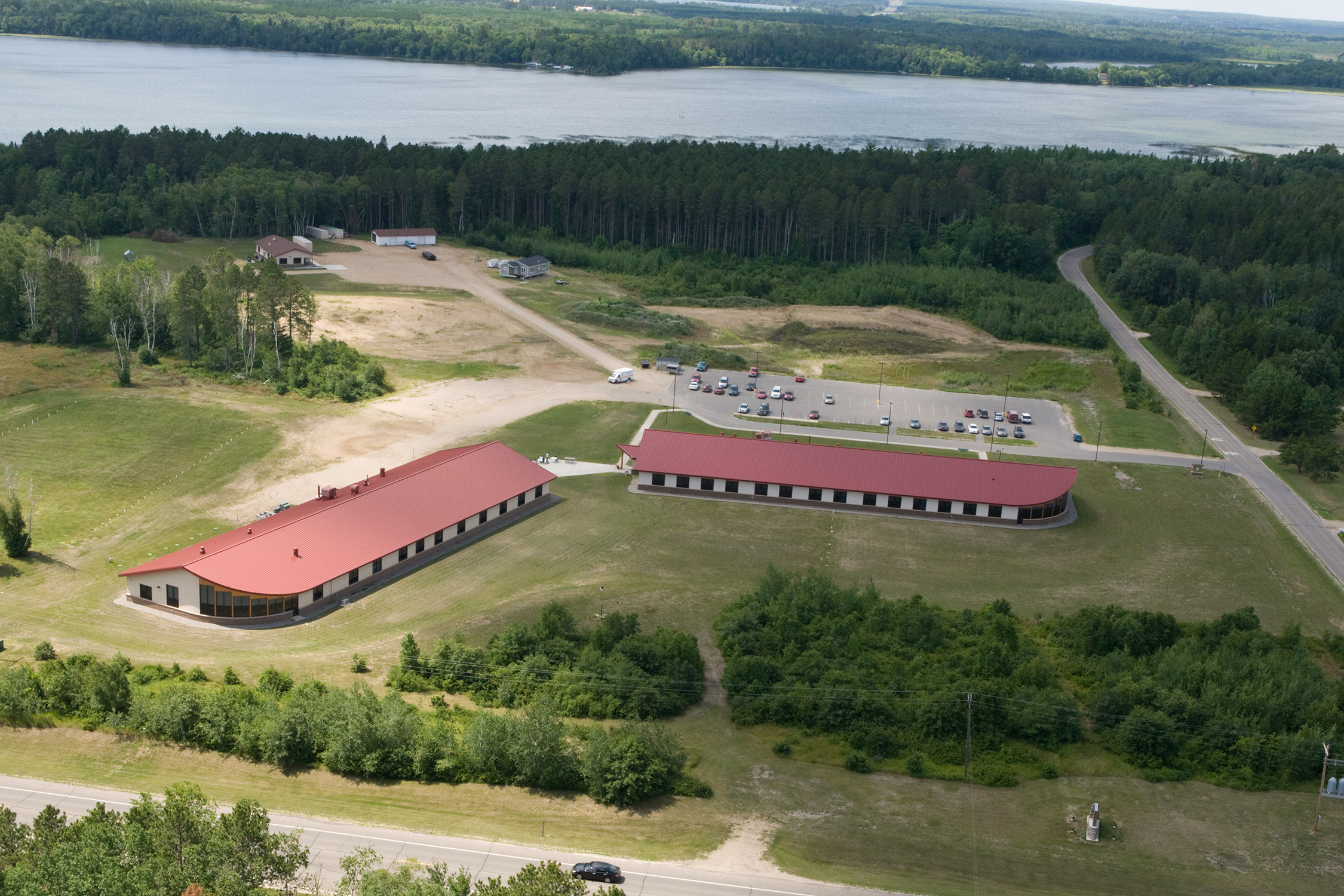
کالج‌های قبیله‌ای هم دانش عمومی و هم از طریق به‌کارگیری بزرگان جامعه، دانش سنتی بومی را حفظ و منتقل می‌کنند. (کالج قبیله‌ای لیچ لیک، مینه سوتا)

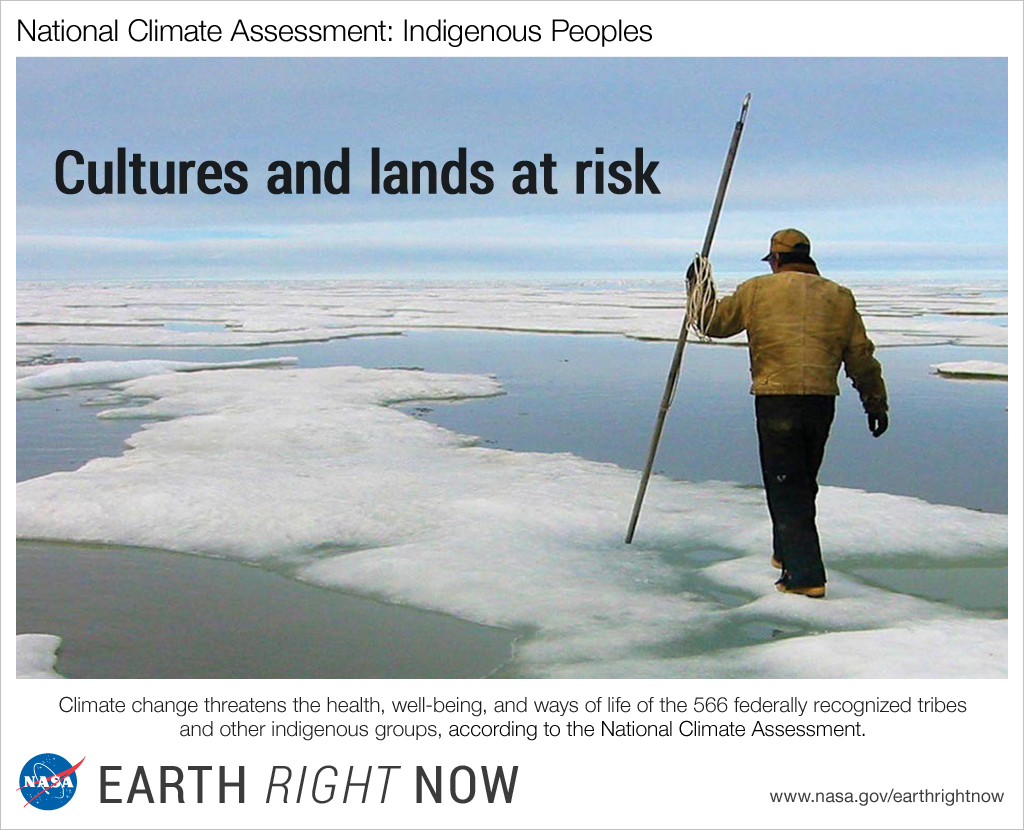
زمین‌های بومی به دلیل تغییرات آب و هوایی در معرض خطر هستند. بسیاری از کشورهای بومی دانش سنتی خود را دربارهٔ مدیریت زمین در مناطق زیستی خود دارند.

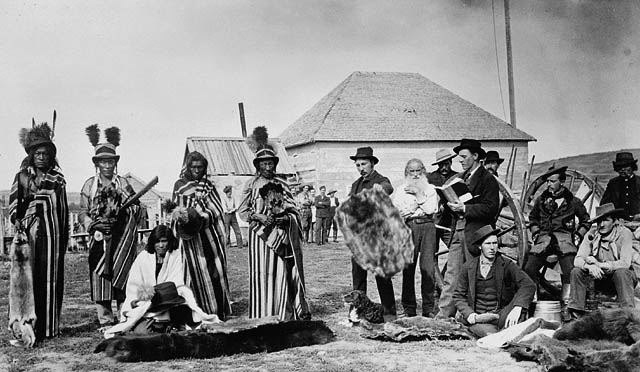
مردان کری، از جمله خرس بزرگ (Mistahi-maskwa) که با مستعمره‌نشینان در فورت پیت، ساسکاچوان، ۱۸۸۴ تجارت می‌کردند.